# Усадище (Волковская волость)
Усадище — деревня в Островском районе Псковской области. Входит в состав сельского поселения Островская волость.
Расположена в 13 км к северу от города Остров и в 8 км к югу от деревни Дуловка. Находится у автодороги М20 и соответствующего участка железной дороги Псков — Остров

## Население
| 2001 | 2002 | 2010 |
| ---- | ---- | ---- |
| 2    | ↘1   | ↘0   |

## История
До 2005 года деревня входила в состав ныне упразднённой Дуловской волости, затем, до апреля 2015 года входила в состав ныне упразднённой Волковской волости Островского района.